# Euphorbia pseudosimplex
Euphorbia pseudosimplex är en törelväxtart som beskrevs av Peter Vincent Bruyns. Euphorbia pseudosimplex ingår i släktet törlar, och familjen törelväxter.
Artens utbredningsområde är Angola. Inga underarter finns listade i Catalogue of Life.